# Nonnenbrug
De Nonnenbrug is een vaste stenen brug uit 1978 in de binnenstad van de Nederlandse stad Leiden. De brug verbindt ter hoogte van het Academiegebouw de Nonnensteeg en de Kloksteeg en overbrugt het Rapenburg.

## Typering
De Nonnenbrug is een betonnen brug met drie bogen van verschillende vorm en afmetingen. De brug is afgewerkt met een bekleding van metselwerk en natuursteen en is gefundeerd op houten palen. Rijwegbreedte 3,91 m, trottoirs 1,35 m.

## Geschiedenis
De eerste brug op deze plek werd gebouwd in 1426 (volgens een stadsrekening van dat jaar werd er een nieuwe brug geslagen 'tussen heer Jacobs van Rysoorde ende den Baghinen'). De naam is pas ontstaan, toen later (circa 1447) de Witte Nonnen zich aan het Rapenburg vestigden in het dominicanessenklooster, dat na het Leidens ontzet in 1574 werd geconfisqueerd en sinds 1581 wordt gebruikt als het Academiegebouw van de Universiteit Leiden. De brug werd vernieuwd in 1609/1610 en herbouwd in 1669 en 1978. In 1911 werd het oostelijke gewelf vernieuwd. Op 2 mei 1968 werd de Nonnenbrug als rijksmonument ingeschreven in het Monumentenregister.
De Nonnenbrug vormt van oudsher ook een deel van de route van de cortèges van de universiteit van of naar bijvoorbeeld het stadhuis of de Pieterskerk.

## Foto's

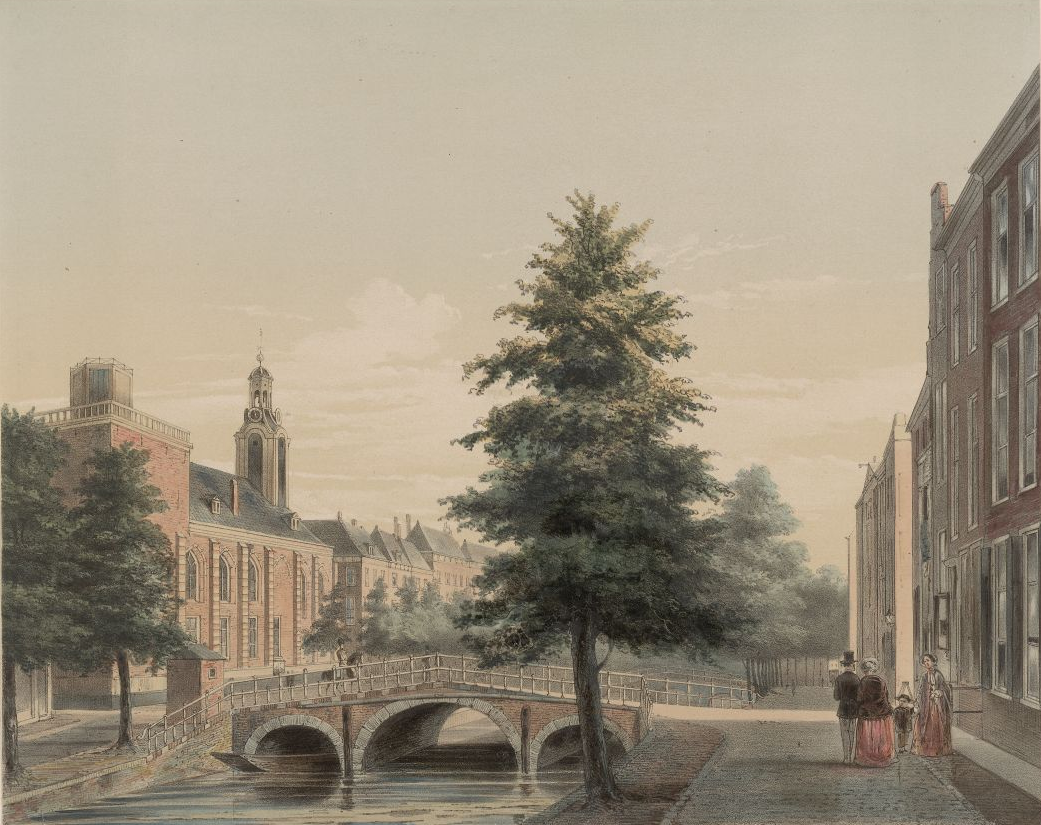
Tekening uit ca. 1850
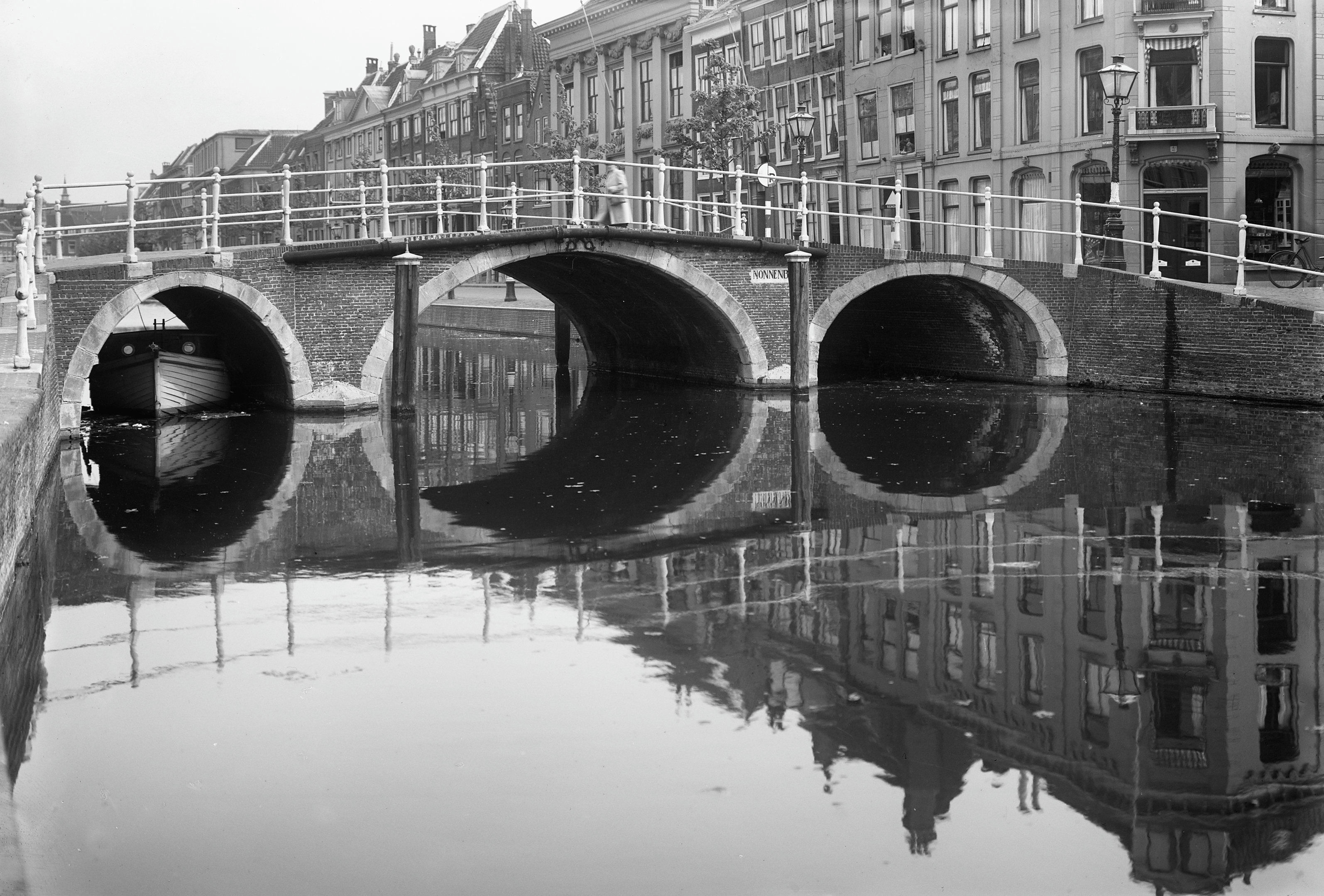
Brug in 1941
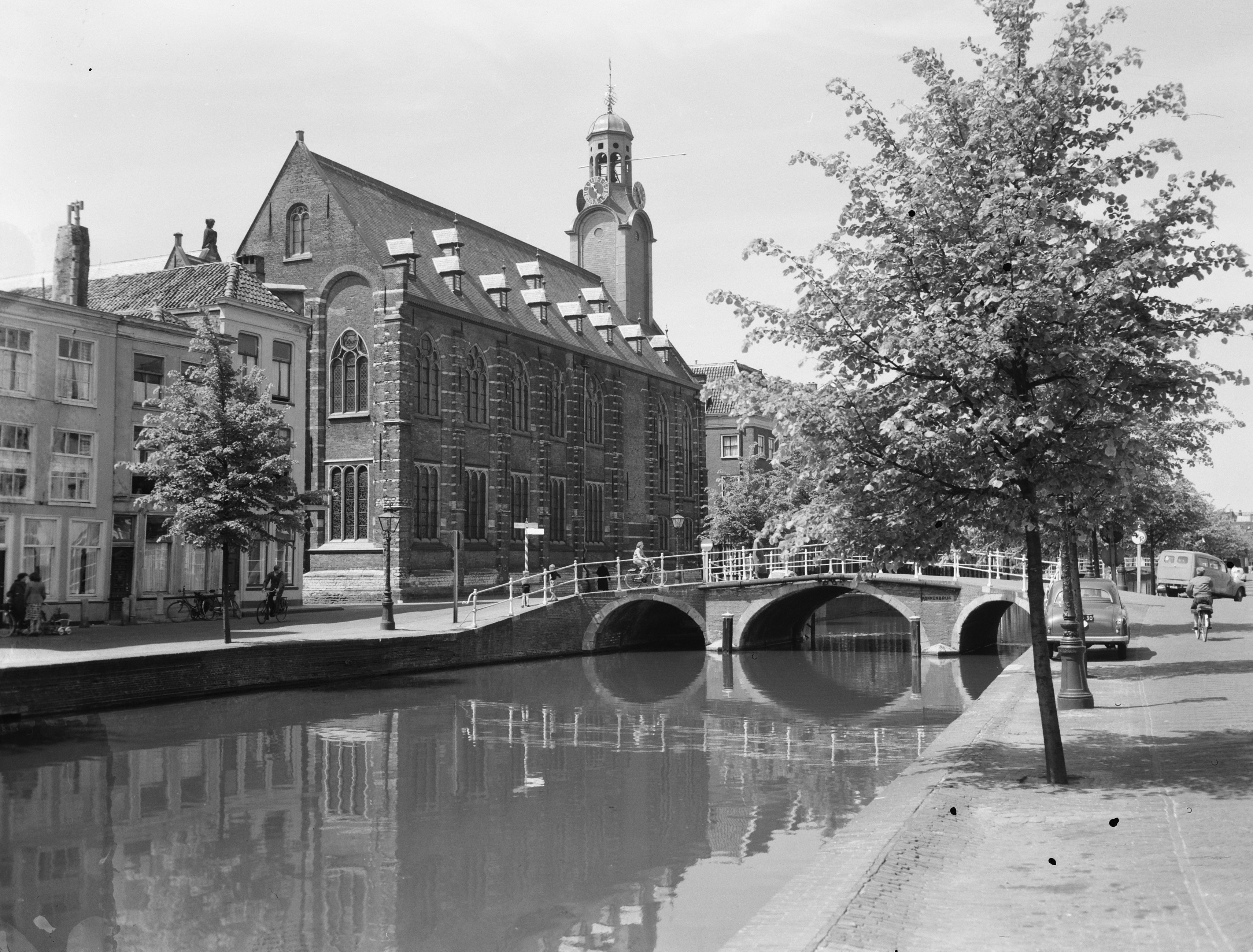
Nonnenbrug in 1955 met het Academiegebouw
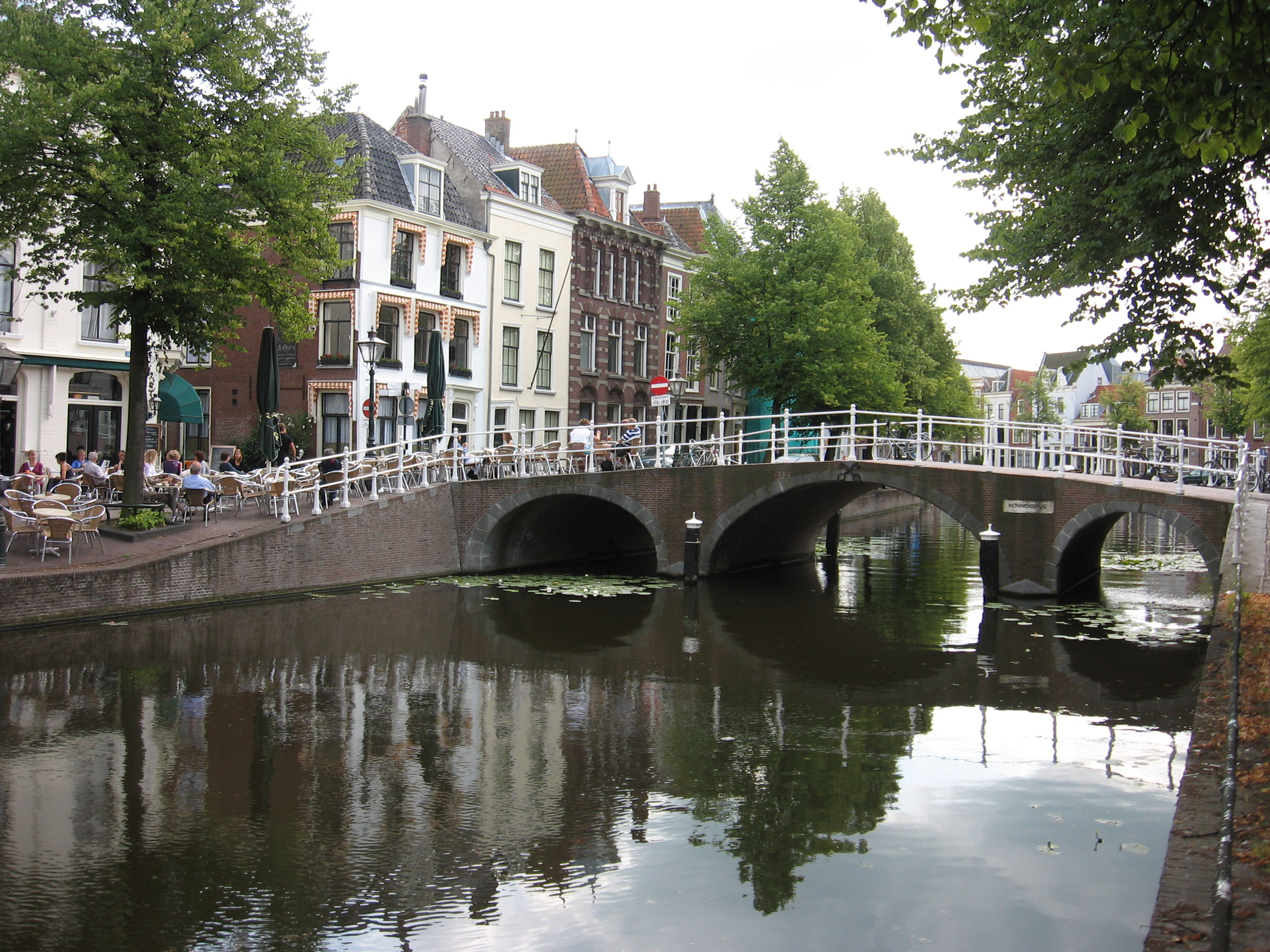
Brug in 2009

In de binnenstad:

Aeldisbrug ·
Alkemadebrug ·
Asschuurbrug ·
Blauwpoortsbrug ·
Blekersbrug ·
Bostelbrug ·
Catharinabrug ·
Derde Waardbrug ·
Doelenbrug ·
Doelengrachtsbrug ·
Doelenpoortsbrug ·
Dullebrug ·
Franciskanerbrug ·
Gansoordbrug ·
Gepekte Brug ·
Groenebrug ·
Groenhazenbrug ·
Grofsmederijbrug ·
Grote Havenbrug ·
Hapynionbrug ·
Helarbrug ·
Herenbrug ·
Herenpoortsbrug ·
Hogewoerdsbrug ·
Hoogeveensbrug ·
Huigbrug ·
Hulpwerfbrug ·
Jan van Houtbrug ·
Jan Vossenbrug ·
Karnemelksbrug ·
Katoenbrug ·
Kazernebrug ·
Kerkbrug ·
Kerkpleinbrug ·
Kippenbrug ·
Kleine Havenbrug ·
Kleine Paterbrug ·
Koepoortsbrug ·
Koornbrug ·
Koningsbrug ·
Kraaierbrug ·
Laatste Brug ·
Lijsbethbrug ·
Looiersbrug ·
Lourisbrug ·
Loviumbrug ·
Marebrug ·
Marepoortsbrug ·
Mecklenburgerbrug ·
Minnebroersbrug ·
Molensteegbrug ·
Morspoortbrug ·
Nassaubrug ·
Neksluisbrug ·
Nieuwsteegbrug ·
Nonnenbrug ·
Noordeindsbrug ·
Noord-Kijfbrug ·
Oranjebrug ·
Paterbrug ·
Pauwbrug ·
Poppebrug ·
Rembrandtbrug ·
Reuvensbrug ·
Rijnbrug ·
Rijnsburgerbrug ·
Scheluwbrug ·
Singelbrug ·
Sint Jansbrug ·
Sint Jeroensbrug ·
Sint Sebastiaansbrug ·
Stadsmolensluis ·
Tapijtkloppersbrug ·
Trekvaartbrug ·
Turfmarktsbrug ·
Tweede Waardbrug ·
Utrechtse Brug ·
Valkbrug ·
Van Disselbrug ·
Verversbrug ·
Vierde Waardbrug ·
Visbrug ·
Vlietbrug ·
Vreewijkbrug ·
Warmonderbrug ·
Weverbrug · 
Wijnbrug ·
Wisenniabrug ·
Wittepoortsbrug ·
Zijlpoortsbrug ·
Zuid-Kijfbrug ·
Zuidsingelbrug
Overige bruggen:

Groenhovenbrug ·
Haagbrug ·
Haagsche Schouwbrug ·
Hoflandbrug ·
Hooghkamerbrug ·
Jaagbrug ·
Jan van Goyenbrug ·
Julius Caesarbrug ·
Kanaalbrug · 
Lammebrug ·
Oud-Hortuszichtbrug ·
Trekvlietbrug ·
Schrijversbrug ·
Spanjaardsbrug ·
Spoorbrug RSK ·
Spoorbrug De Vink ·
Staatsspoorbrug ·
Stevensbrug ·
Stevenshofbrug ·
Sumatrabrug ·
Waddingerbrug ·
Wilhelminabrug ·
Wouterenbrug ·
Zijlbrug